# Creedmoor (Karolina Północna)
Creedmoor – miasto w Stanach Zjednoczonych, w stanie Karolina Północna, w hrabstwie Granville.